# Grey Eagle
Grey Eagle és una població dels Estats Units a l'estat de Minnesota. Segons el cens del 2000 tenia 335 habitants.

## Demografia
Segons el cens del 2000, Grey Eagle tenia 335 habitants, 151 habitatges, i 78 famílies. La densitat de població era de 349,6 habitants per km².
Dels 151 habitatges en un 27,8% hi vivien nens de menys de 18 anys, en un 41,1% hi vivien parelles casades, en un 4,6% dones solteres, i en un 48,3% no eren unitats familiars. En el 43% dels habitatges hi vivien persones soles el 20,5% de les quals corresponia a persones de 65 anys o més que vivien soles. El nombre mitjà de persones vivint en cada habitatge era de 2,22 i el nombre mitjà de persones que vivien en cada família era de 3,1.
Per edats la població es repartia de la següent manera: un 23,6% tenia menys de 18 anys, un 9,6% entre 18 i 24, un 29% entre 25 i 44, un 19,4% de 45 a 60 i un 18,5% 65 anys o més.
L'edat mediana era de 38 anys. Per cada 100 dones de 18 o més anys hi havia 92,5 homes.
La renda mediana per habitatge era de 32.917 $ i la renda mediana per família de 38.750 $. Els homes tenien una renda mediana de 28.958 $ mentre que les dones 18.750 $. La renda per capita de la població era de 15.952 $. Entorn del 12,8% de les famílies i el 12,2% de la població estaven per davall del llindar de pobresa.

## Poblacions més properes
El següent diagrama mostra les poblacions més properes.